# Biemna microxa
Biemna microxa är en svampdjursart som beskrevs av Jörn Hentschel 1911. Biemna microxa ingår i släktet Biemna och familjen Desmacellidae.
Artens utbredningsområde är havet kring Australien. Inga underarter finns listade i Catalogue of Life.